# 杨绍崎
杨绍崎（1976年2月8日—），是一名中国女子击剑运动员。她在2000年夏季奥林匹克运动会中获得团体重剑铜牌。除此之外，她还曾在2001年夏季世界大学运动会上获得女子个人重剑金牌。